# 서울가정법원
서울가정법원(서울家庭法院)은 가사심판법 제2조에서 정하는 혼인, 이혼, 상속, 양자 등 가사에 관한 사건과 소년에 관한 사건을 전문적으로 처리하기 위해 설치된 대한민국의 가정법원이다. 서울지방법원 소년부의 간판을 바꿔 심판부(법원장, 수석부장판사, 판사), 가사과, 소년과, 총무과 등 3과로 구성되어 일본에 이어 동양에서 2번째로 만들어져 대한민국에서 최초로 설치된 가정법원이며 현재는 서울특별시 전역을 관할한다. 1963년 10월 10일에 있었던 개원식에서 서울가정법원장 권한대행을 맡은 권순영 수석부장판사는 "종래의 법원에서 법조문만으로 해결 못해 여러 가지 심리적인 갈등으로 생긴 가정불화를 인권의 존엄과 남녀의 평등을 중심으로 민주적이고 봉사적으로 해결하는 기관으로서 일반에게 도움을 주겠다"고 밝혔다.

## 연혁
- 1942년 3월 25일 경성소년심판소
- 1945년 10월 11일 경성소년심판소
- 1947년 1월 1일 서울소년심리원 개칭 변경
- 1948년 6월 1일 서울지방법원 소년부지원
- 1949년 8월 15일 서울지방법원 소년부지원
- 1963년 7월 1일 서울형사지방법원 소년부지원
- 1963년 10월 1일 서울가정법원으로 승격.

## 조직
- 재판부 - 향소부, 향고부, 합의부, 가사소송단독, 소년단독, 가정보호단독, 가족관계등록비송단독, 가사조정단독, 가사조정위원회
- 사무국 - 총무과, 종합민원실, 가사과, 가족관계등록과, 조사관실

## 역대 법원장
| 순번     | 이름   | 재임기간                           | 주요 경력                                          |
| -------- | ------ | ---------------------------------- | -------------------------------------------------- |
| 권한대행 | 권순영 | 1963년 9월 30일 ~ 1963년 11월 6일  | 수석부장판사                                       |
| 1대      | 기세훈 | 1963년 11월 7일 ~ 1968년 12월 2일  | 청주지방법원에서 전보                              |
| 2대      | 강안희 | 1968년 12월 3일 ~ 1971년 9월 9일   | 서울민사지방법원장으로 전보                        |
| 3대      | 한만수 | 1971년 9월 10일 ~ 1973년 3월 24일  | 대구지방법원장, 광주고등법원장 임명                |
| 4대      | 윤운영 | 1973년 3월 24일 ~                  | 서울고등법원 부장판사, 서울형사지방법원장으로 전보 |
| 5대      | 장순룡 | 1975년 10월 1일 ~ 1980년 5월 24일  | 서울민사지방법원장에서 전보, 광주고등법원장 임명   |
| 6대      | 한만춘 | 1980년 5월 25일 ~ 1981년 4월 20일  |                                                    |
| 7대      | 박우동 | 1981년 4월 21일 ~                  |                                                    |
| 8대      | 김달식 | 1983년 9월 1일 ~                   |                                                    |
| 9대      | 김용준 | 1984년 7월 20일~ 1988년 7월        | 서울고등법원 수석부장판사                          |
| 10대     | 홍성운 | 1988년 7월 20일 ~ 1991년 1월 24일  | 전주지방법원장에서 전보                            |
| 11대     | 김승진 | 1991년 2월 ~ 1992년 8월 11일       | 대구지방법원장, 서울민사지방법원장으로 전보        |
| 12대     | 이정락 | 1992년 8월 12일 ~ 1993년 2월 5일   | 인천지방법원장                                     |
| 13대     | 김주상 | 1993년 2월 5일                     |                                                    |
| 14대     | 이재화 | 1993년 2월 22일 ~                  | 대전지방법원장                                     |
| 15대     | 최공웅 | 1993년 ~ 1994년 2월                |                                                    |
| 16대     | 정지형 | 1994년 2월 23일 ~ 1994년 7월 20일  | 광주지방법원장에서 전보                            |
| 17대     | 지홍원 | ~ 1995년 2월 20일                  | 광주고등법원장으로 승진                            |
| 18대     | 안문태 | 1995년 2월 ~                       | 수원지방법원장에서 전보                            |
| 19대     | 김종배 | 1999년 2월 23일 ~ 1999년 4월 27일  | 정년 퇴임                                          |
| 20대     | 정용인 | 1999년 4월 28일 ~ 1999년 10월 11일 | 인천지방법원장, 대전고등법원장 승진                |
| 21대     | 신명균 | 1999년 10월 12일 ~ 2000년 7월 20일 | 창원지방법원장, 사법연수원장에서 전보              |
| 22대     | 이융웅 | 2000년 7월 28일 ~                  |                                                    |
| 23대     | 신정치 | 2001년 2월 12일 ~ 2002년 2월 7일   | 대전지방법원장, 대전고등법원장으로 승진            |
| 24대     | 강완구 | 2002년 2월 8일 ~ 2003년 2월 11일   | 대구고등법원장으로 승진                            |
| 25대     | 황인행 | 2003년 2월 12일 ~                  |                                                    |
| 26대     | 송기홍 | 2004년 2월 11일 ~ 2005년 7월 11일  | 정년 퇴임                                          |
| 27대     | 이동흡 | 2005년 8월 5일 ~ 2005년 11월 3일   | 서울고등법원 부장판사,수원지방법원장으로 전보      |
| 28대     | 양동관 | 2005년 11월 4일 ~ 2006년 6월       |                                                    |
| 29대     | 이호원 | 2006년 8월 24일 ~ 2008년 2월 12일  |                                                    |
| 30대     | 이윤승 | 2008년 2월 13일 ~ 2009년 1월 23일  |                                                    |
| 31대     | 유원규 | 2009년 2월 9일 ~ 2009년 9월 9일    |                                                    |
| 32대     | 김용균 | 2009년 9월 10일 ~ 2010년 2월       | 서울행정법원장 겸직                                |
| 33대     | 김대휘 | 2010년 2월 11일 ~ 2011년 2월 16일  | 의정부지방법원장                                   |
| 34대     | 김용헌 | 2011년 2월 17일 ~ 2012년 9월 6일   | 대전지방법원장, 광주고등법원장 승진                |
| 35대     | 황찬현 | 2012년 9월 7일 ~ 2013년 3월 31일   | 대전지방법원장,서울중앙지방법원장으로 전보         |
| 36대     | 박홍우 | 2013년 4월 1일 ~ 2014년 1월        | 대전고등법원장으로 승진                            |
| 37대     | 최재형 | 2014년 2월 13일 ~ 2015년 2월 11일  | 대전지방법원장, 서울고등법원 부장판사 복귀         |
| 38대     | 여상훈 | 2015년 2월 12일 ~ 2017년 2월       | 서울고등법원 부장판사 복귀                         |
| 39대     | 성백현 | 2017년 2월 ~ 2019년 2월            |                                                    |
| 40대     | 김용대 | 2019년 2월 ~ 2021년 2월            | 서울고등법원 부장판사                              |
| 41대     | 김인겸 | 2021년 2월 ~ 2023년 2월            |                                                    |
| 42대     | 최호식 | 2023년 2월 ~ 2025년 2월            |                                                    |
| 43대     | 이원형 | 2025년 2월 ~                       |                                                    |

## 역대 수석부장판사
- 김선종 2004년 2월 18일 ~ 2006년 2월 19일
- 김홍우 2006년 2월 20일 ~ 2008년 2월 20일
- 안영길 2008년 2월 21일 ~ 2011년 2월 27일
- 손왕석 2011년 2월 28일 ~ 2013년 2월 24일
- 노정희 2013년 2월 25일 ~ 2015년 2월 11일
- 민유숙 2015년 2월 12일 ~ 2016년 2월 10일
- 허부열 2016년 2월 11일 ~ 2017년 2월 8일
- 이은애 2017년 2월 9일 ~ 2018년 8월 29일
- 이태수 2018년 8월 30일 ~ 현재

## 같이 보기
- 대법원
- 대한민국 가정법원